# Hyperakusi
Hyperakusi är ett medicinskt tillstånd präglat av överkänslighet mot vardagliga ljud, som till exempel porslinsskrammel, ljud från dammsugare och trafikbuller. Definitionerna av hyperakusi kan variera avsevärt, men kan kategoriseras i fyra underkategorier: hörstyrka, smärta, irritation och rädsla. Det kan vara en mycket försvagande hörselstörning.
Det finns en mängd olika orsaker och riskfaktorer, där den vanligaste är exponering för höga ljudnivåer. Forskning visar ett samband mellan tinnitus och hyperakusi, men man kan ha hyperakusi utan att ha tinnitus. Föreslagna mekanismer i litteraturen involverar dysfunktion i hjärnan, innerörat eller mellanörat.
Det finns lite kunskap om prevalensen av hyperakusi, delvis på grund av den varierande definitionen av begreppet. Uppskattningarna av prevalensen i litteraturen varierar kraftigt och ytterligare forskning behövs för att få fram tillförlitliga epidemiologiska data.
Tillståndet bör tas på stort allvar. Även om det inte finns några exakta siffror har flera personer begått självmord till följd av de allvarliga konsekvenserna av hyperakusi.

## Termens ursprung
Hyperakusi är en översättning av det engelska ordet hyperacusis som kommer från hyper- och grekiskans "a kousis" som betyder hörsel. Ordagrant betyder ordet hyperhörsel. Termen hyperacusis användes första gången av Perlman (1938). Mathisen (1969) föreslog termen hyperacusis dolorosa för att visa på den känslomässiga aspekten.

## Symtom & definitioner
Hyperakusisymtom kan inkludera en ökad upplevelse av hur starka ljud är (hörstyrkehyperakusi), smärta (noxacusis/smärthyperakusi), irritation och/eller rädsla som reaktion på ljud som de flesta människor är opåverkade av. Det kan drabba ett eller båda öronen. Majoriteten av patienterna upplever bilaterala symtom men ofta är det ena örat mer påverkat än det andra. Irritationshyperakusi anses ofta vara synonymt med misofoni. Rädslohyperakusi anses ofta vara synonymt med fonofobi. Många forskare definierar hyperakusi snävare och inkluderar endast hörstyrke- och smärthyperakusi och anser att irritations- och rädslohyperakusi bör klassas som separata tillstånd från hyperakusi.

### Underkategorier
I en vetenskaplig artikel från 2014 nämner man att många beskrivningar av hyperakusi har lagts fram, men att det inte finns några allmänt accepterade definitioner. Samma termer används ofta för att beskriva olika förnimmelser, troligen med olika bakomliggande mekanismer. Omvänt används ibland olika termer för att beskriva liknande förnimmelser. I denna artikel väljer man att dela upp hyperakusi i fyra stycken kategorier och nämner att personer med hyperakusi kan uppleva dessa olika reaktioner var för sig eller i kombination. Vikten av dessa distinkta definitioner är att läkare bör kunna beskriva prevalens, riskfaktorer, prognos och hantering av patienter som hamnar i olika kategorier.

#### Hörstyrkehyperakusi
Man anser att hörstyrkehyperakusi är närvarande när måttligt intensiva ljud bedöms vara mycket högljudda jämfört med vad en person med normal hörsel skulle uppfatta. Känsligheten är ofta olika mellan öronen. Det kan vara så att bara vissa frekvensområden påverkas eller att det skiljer sig mellan olika vågformer hur ljudstyrkan uppfattas. Detta är dock komplicerat eftersom det skulle vara avgörande att skilja uppfattningar av ljudstyrka från irritationshyperakusi eller rädslohyperakusi.

#### Smärthyperakusi (noxacusis)
Vissa med hyperakusi upplever smärta vid mycket lägre ljudnivåer än personer med normal hörsel (vanligtvis runt 120 dB). Detta kan till exempel rapporteras som en huggande smärta i örat eller huvudet. Smärtan kan vara svår och kan vara omedelbar eller fördröjd, och kvarstår ibland under en längre tid efter exponering. Noxacusis bör särskiljas från fall där personer med öronsjukdomar upplever smärta som inte är relaterad till förekomsten av ljud. En jämförande studie mellan individer med hörstyrkehyperakusi och noxacusis drar slutsatsen att patienter med smärta uppvisar en svårare klinisk bild, oftare försämringar av sina symtom, mindre återhämtning över tid och mindre nytta av ljudterapi.

#### Irritationshyperakusi
Irritationshyperakusi är en negativ känslomässig reaktion på ljud. Ljuden rapporteras ofta, men inte alltid, som höga. Reaktionen kan vara specifik för vissa ljud eller grupper av ljud. Reaktionen bör vara genomgripande och ihållande (i motsats till en enstaka reaktion i en specifik situation, som att någon sitter i närheten och spelar hög, obehaglig musik). Irritationen kan visa sig som ångest och spänning.

#### Rädslohyperakusi
Rädslohyperakusi är en negativ reaktion på ljud som resulterar i ett undvikande beteende. Det kan inkludera särskilda ljud eller en kategori av ljud. Rädslohyperakusi resulterar i beteenden så att den enskilde drabbade ofta vidtar åtgärder för att undvika situationer. Detta resulterar i att människor undviker platser där de är rädda för att dessa ljud kan uppstå, såsom restauranger eller sportevenemang, och minskat deltagande i normala sociala, nöjes- och yrkesaktiviteter.

### Bakslag
Ett bakslag är en tillfällig försämring av symtomen, en försämring av uppfattningen av ljudstyrka eller smärta från ljud, ofta på grund av en viss ljudexponering. Att undvika bakslag är ett viktigt fokus bland de drabbade. Vanliga åtgärder för att undvika bakslag är att använda hörselskydd och undvika höga ljud. Patienter med smärthyperakusi upplever bakslag oftare än patienter med hörstyrkehyperakusi.

## Orsaker & riskfaktorer
Den vanligaste orsaken till hyperakusi är överexponering för alltför höga decibelnivåer. Hyperakusi kan orsakas både på grund av långvarig exponering för höga ljud, eller plötslig exponering för ett oväntat måttligt högt till högt ljud, som kan leda till en akustisk chock, även om detta inte nödvändigtvis leder till permanent skada på hörselsnäckan.
Vissa drabbade personer får hyperakusi plötsligt till följd av intag av ototoxiska läkemedel (som kan skada de celler som ansvarar för hörseln).
Vissa föds med ljudkänslighet eller utvecklar takfönstersyndrom.
Bells pares kan utlösa hyperakusi om den associerade slappa förlamningen påverkar tensor tympani-muskeln och stigbygelmuskeln, två små muskler i mellanörat. Förlamning av stigbygelmuskeln förhindrar dess funktion att dämpa oscillationerna i hörselbenen, vilket gör att ljudet blir onormalt högt på den påverkade sidan.
Ålder kan vara en viktig faktor, eftersom yngre patienter uppvisar svårare hyperakusi.
Man har upptäckt att personer med en kopia av den genetiska mutationen GJB2 (Cx26) har en hörsel som är känsligare än genomsnittet, vilket kan liknas vid hyperakusi. Dessa personer verkar löpa större risk att skadas av buller.
Vissa psykoaktiva droger som LSD, metakvalon eller fencyklidin kan orsaka hyperakusi. Ett antibiotikum, ciprofloxacin, har också visat sig vara en orsak, så kallad ciprofloxacin-relaterad hyperakusi. Bensodiazepinabstinens är också en möjlig orsak.
Andra exempel på möjliga orsaker är förändringar i hörseln på grund av åldrande, skallskada eller operation av örat.

## Möjliga mekanismer

### Hörstyrkehyperakusi
En möjlig mekanism är att anpassningsprocesser i hörselhjärnan som påverkar det dynamiska omfånget av neurala svar antas bli förvrängda av oregelbunden input från innerörat. Detta orsakas främst av hörselnedsättningsrelaterade skador i innerörat. En annan teori är att hyperakusi orsakas av en rubbning i hjärnans serotoninbalans. Detta förklaras på så sätt att serotonin troligen påverkar hörselbanornas förstärkning och har även en roll i vår subjektiva uppfattning av ljud.

### Smärthyperakusi (noxacusis)

#### Teori om innerörat
Afferenta fibrer av typ II i innerörat är inte ansvariga för hörseln som afferenta fibrer av typ I. De tros vara smärtneuroner i hörselsnäckan. Man tror att dessa afferenta fibrer av typ II kan bli exciterade efter skador på hårceller och synapser, vilket utlöser en frisättning av adenosintrifosfat (ATP) som svar. När de nu är exciterade reagerar de på den lilla mängd ATP som frigörs under den normala hörselprocessen. Detta kan leda till smärta.

#### Teori om mellanörat
Noreña et al. (2018) föreslår en modell som kan förklara ljudinducerad smärta och en konstellation av andra symtom som ofta upplevs efter en akustisk chock eller trauma, och potentiellt andra mekanismer för hörselskador. Symtomen kan omfatta en fyllnadskänsla i örat, tinnitus och yrsel.
Modellen beskriver hur symtom kan utlösas av skador på eller överbelastning av tensor tympani-muskeln till följd av akustisk chock eller trauma. Vid en akustisk chock eller trauma kan tensor tympani-muskeln hamna i ett tillstånd av hyperkontraktion, s.k. tensor tympani-syndrom. Hyperkontraktion eller hyperaktivitet i muskeln kan orsaka en "ATP-energikris". Muskeln tvingas då skapa energi utan tillräckligt med syre, vilket leder till att mjölksyra frigörs i mellanörat. Denna syra kan aktivera smärtkännande neuroner. Muskelavslappning kräver energi i form av ATP. Vid låg ATP-nivå är det svårare för muskeln att slappna av, vilket leder till att cykeln fortsätter. Via en kedja av händelser kan de aktiverade smärtneuronerna orsaka neurogen inflammation, vilket kan leda till ytterligare smärta. På så sätt skapas en "ond cirkel".
Smärta från ljud strålar ibland ut i ansiktet, hårbotten och nacken. Detta kan bero på trigeminocervikalkomplexet i hjärnstammen, som integrerar input från och output till olika regioner i huvud och nacke, inklusive mellanörat. Det är värt att notera att tensor tympani-muskeln innerveras av trillingnerven. Modellen förklarar också hur whiplashskador, temporomandibulär dysfunktion och andra tillstånd som påverkar huvud- och halsregionen kan påverka funktionen hos tensor tympani-muskeln och bidra till öronsymtom som t.ex. smärta och hyperakusi.

## Behandlingar
Det finns för närvarande inga evidensbaserade riktlinjer för behandling av patienter med hyperakusi. Enligt en studie i USA genomförd 2023 rapporterar majoriteten av audiologer otillräcklig formell utbildning inom detta område, vilket sannolikt delvis beror på den nuvarande bristen på konsensus i litteraturen om definitioner och behandling av hyperakusi.

### Undvikande och hörselskydd
Förebyggande av försämring av tillståndet och minskning av smärtsymtom har hög prioritet bland personer med hyperakusi, vilket ofta hanteras genom en kombination av kontroll av miljön för att undvika höga ljud, ljudisolering och användning av hörselskydd, t.ex. öronproppar och/eller hörselkåpor.
Den största faran för en person med hyperakusi är en försämring av tillståndet som uppkommer till följd av ljud – även från måttliga ljud eller sådana som inte verkar särskilt högljudda: ett skratt, ett hundskall, en tutning, en bilfärd, ett livligt samtal o.s.v. En person med hyperakusi kan känna att man har återhämtat sig helt – men en enda episod av ljudexponering, som när en favoritlåt spelas på hög volym, omintetgör alla framsteg.
Det finns diametralt motsatta åsikter om att undvika överanvändning av hörselskydd och tystnad. Audiologer kan avråda från att använda hörselskydd i normala ljudmiljöer och hävdar att det kan orsaka eller förvärra hyperakusi. Detta baseras på en studie på friska försökspersoner och inte på personer med redan existerande hörstyrkehyperakusi eller smärthyperakusi.  Healthy Hearing, en klinikkatalog som drivs av audiologen Mandy Mroz, hävdar att en "myt inom området är att 'överskydd' förvärrar människor" och hänvisar till en tvåveckorsstudie som visade en tillfällig tröskelminskning och hävdar också att "tystnad främjar läkning" och att "vissa personer förvärras av ljudterapi". Även den tidigare forskaren Bryan Pollard hävdar att det är en skadlig myt att tystnad är dåligt för patienter med hyperakusi, och han betonade vikten av att undvika försämringar (bakslag). Bryan beskrev hyperakusi som individuellt och heterogent, där samma mängd ljudexponering inte har någon effekt på vissa människor men orsakar livsförstörande skador för andra.
Preliminär forskning visade att personer med hyperakusi kan uppleva en förvärring av sina symtom när de inte skyddar sig tillräckligt mot höga ljud.
En undersökning från Hyperacusis Research visade att eskalerande smärta, ökad tinnitus och lägre ljudtolerans efter en försämring kan vara i timmar, dagar, veckor eller permanent. Hela 56% av patienterna sa att deras värsta försämring "gjorde mitt tillstånd värre än någonsin" medan endast 6% sa att deras värsta försämring hade "en liten inverkan". En annan undersökning visade att 36% angav att de hade en försämring minst en gång i veckan.
"De flesta lär sig av smärtsamma erfarenheter att en nyckel till framsteg är att minimera försämringar". "Kliniska råd omfattar sällan risken för att tillståndet förvärras", skrev Bryan Pollard och betonade att läkare inte bör hävda att vanliga, vardagliga ljud är helt säkra för en person med hyperakusi.

### Ljudterapi
Ljudterapi rekommenderas ibland för personer med hyperakusi, men dess användning bör användas med försiktighet. Tinnitus retraining therapy, en behandling som ursprungligen användes för att behandla tinnitus, använder bredbandigt brus för att behandla hyperakusi. Skärt brus kan också användas för att behandla hyperakusi. Genom att lyssna på bredbandigt brus på låga nivåer under en bestämd tidsperiod varje dag kan vissa patienter återuppbygga sin tolerans för ljud. Mer forskning behövs om effekten av ljudterapitekniker när hyperakusi är det primära besväret, snarare än ett sekundärt symtom, vilket indikerar att "inga starka slutsatser kan dras" om dess effekt för närvarande.
Det är viktigt att notera att personer med smärthyperakusi oftare än personer med hörstyrkehyperakusi rapporterar att deras tillstånd förvärras efter användning av ljudterapi. Enligt en studie rapporterade endast 4,4% av personer med smärthyperakusi en betydande förbättring av ljudterapi där motsvarande siffra för hörstyrkehyperakusi var 22,4%. 66% av de personer med smärthyperakusi rapporterade ingen förbättring eller en försämring av sina symtom där motsvarande siffra för hörstyrkehyperakusi var 51,1%.

### KBT - kognitiv beteendeterapi
En annan möjlig behandling är kognitiv beteendeterapi (KBT), som också kan kombineras med ljudterapi. Det krävs dock fortfarande randomiserade kontrollerade studier med aktiva kontrollgrupper för att fastställa effekten av KBT vid hyperakusi och nyttan av KBT vid noxacusis har ännu inte påvisats i den vetenskapliga litteraturen.

### Botox
Användning av botox för att lindra symtom på hyperakusi genom att låta tensor tympani-muskeln slappna av har föreslagits i litteraturen. En patient som utvecklade hyperakusi efter akustiskt trauma upplevde inte längre smärta från ljud efter injektion av botox i tensor veli palatini och levator veli palatini. Före behandlingen började patientens symtom med obehag i örat, följt av brännande smärta och ofta fyllnadskänsla i örat. Han rapporterade också smärta runt örat, "nålsmärta" i örat och nacksmärta.

### Operation
Studier har visat att patienter med hyperakusi upplevde en förbättring av obehagströskeln för ljudnivåer efter förstärkning av runda och ovala fönstret.
Ett fall av kronisk öronsmärta i samband med hyperakusi efter exponering för högt ljud på en konsert behandlades framgångsrikt med tympanisk neurektomi.

### Behandling av självmordstankar
Självmordstankar är en riskfaktor hos patienter med hyperakusi. Hashir et al (2019) intervjuade 292 patienter och fann att 15,75 % hade uttryckt självmordstankar under de senaste två veckorna av studien. De rekommenderar screening för dessa problem.

## Epidemiologi
Prevalensen av hyperakusi i den allmänna befolkningen varierar kraftigt mellan olika studier och varierar från allt mellan 0,2 och 17,2%. I den allmänna befolkningen förekommer den höga prevalensen hos ungdomar och äldre vuxna. Prevalensen av hyperakusi hos kvinnor är betydligt högre än hos män. Hos personer med hörselnedsättning är förekomsten av hyperakusi betydligt högre än hos personer med normal hörsel. Olika sjukdomar (t.ex. Williams syndrom, tinnitus och autism) samt olika yrken (musiker, musikstuderande, lärare m.fl.) har visat sig vara höga riskfaktorer för att drabbas av hyperakusi.

## Associerade symtom och tillstånd
I en studie från 2013 rapporteras det att 83,4% av de patienter som har hyperakusi även har tinnitus. 81,8% av patienterna med icke-svår hyperakusi (med eller utan tinnitus) rapporterade även att de har minst ett symtom relaterat till tensor tympani-syndrom. Denna siffra steg till 91,3% i svåra fall.
Andra tillstånd där patienter rapporterat hyperakusi som symtom inkluderar:
- Ångest[18]
- Autism[18]
- Bells pares[18]
- Depression[18]
- Downs syndrom[18]
- Öroninflammation[18]
- Skallskada[18]
- Borreliainfektion[18]
- Ménières sjukdom[18]
- Migrän[18]
- Posttraumatiskt stressyndrom (PTSD)[18]
- Ramsay Hunts syndrom[18]
- Takfönstersyndrom (SCDS)[18]
- Temporomandibulär dysfunktion (TMD)[18]
- Williams syndrom[18]
- ADHD[45]
- Endolymfatisk hydrops[46]
- Multipel skleros (MS)[47]
- Sjögrens syndrom[48]
- Systemisk lupus erythematosus (SLE)[49]
- Tay-Sachs sjukdom[50]

## Samhälle och kultur

### Anmärkningsvärda fall
- Musikern Jason DiEmilio, som spelade in under namnet Azusa Plane, hade hyperakusi och begick till slut självmord, delvis på grund av sin ljudkänslighet.[14]
- Dietrich Hectors, en belgisk hyperakusipatient, tog sitt liv 2009 efter flera års kamp mot katastrofal hyperakusi och tinnitus.[14][51] En lokal myndighet i Belgien gjorde en kortfilm baserad på hans liv för att varna andra för farorna med hyperakusi och tinnitus.[52]
- Musikern Stephin Merritt har hyperakusi i vänster öra, vilket påverkar instrumenteringen i hans band, The Magnetic Fields. Detta leder honom till att bära öronproppar under föreställningar och att täcka sitt drabbade öra under publikens applåder.[53]
- Musikern Laura Ballance från Superchunk har hyperakusi och turnerar inte längre med bandet.[54]
- Den amerikanske politikern, aktivisten och filmproducenten Michael Huffington har mild hyperakusi och genomgick ljudterapi efter att ha upptäckt att rinnande kranvatten orsakade smärta i öronen.[55]
- Vladimir Lenin, den ryske kommunistiske revolutionären, politikern och politiske teoretikern, rapporterades vara allvarligt sjuk under senare hälften av 1921, med hyperakusi och symtom som regelbunden huvudvärk och sömnlöshet.[56]
- Musikern Chris Singleton hade hyperakusi, men återhämtade sig helt.[57][58]
- Musikern Peter Silberman från The Antlers hade hyperakusi och tinnitus som satte hans musikkarriär på paus, tills tillstånden minskade till en "hanterbar nivå".[59] Han har nu återupptagit sin musikkarriär.
- Röstskådespelaren Liam O'Brien har hyperakusi och var sömnlös till följd av detta.[60]
- I april 2021 uppgav internetpersonligheten, singer-songwritern och röstskådespelaren Tay Zonday att han har "försvagande autistisk hyperakusi".[61]
- Racingföraren Wolfgang Reip utvecklade svår hyperakusi efter flera ljudtrauman under sin racingkarriär.[62]
- Den brittiska författaren Linda Stratmann lider av hyperakusi och rapporterar att ljud "skär genom henne som en skalpell".[63]
- Beethoven led möjligen av hyperakusi vid sidan av sin hörselnedsättning. I ett brev skrev han: "Så fort någon skriker kan jag inte stå ut med det. Bara himlen vet vad som ska hända med mig."[64]